# Ранчо-Санта-Маргарита (Каліфорнія)
Ранчо-Санта-Маргарита (англ. Rancho Santa Margarita) — місто (англ. city) в США, в окрузі Орандж штату Каліфорнія. Населення — 47 949 осіб (2020).

## Географія
Ранчо-Санта-Маргарита розташоване за координатами 33°37′56″ пн. ш. 117°35′56″ зх. д. / 33.63222° пн. ш. 117.59889° зх. д. (33.632354, -117.599008). За даними Бюро перепису населення США в 2010 році місто мало площу 33,65 км², з яких 33,56 км² — суходіл та 0,09 км² — водойми.

## Демографія
Згідно з переписом 2010 року, у місті мешкали 47 853 особи в 16 665 домогосподарствах у складі 12 547 родин. Густота населення становила 1422 особи/км². Було 17260 помешкань (513/км²).
Расовий склад населення:
| - 78,2 % — білих - 9,1 % — азіатів - 1,9 % — чорних або афроамериканців - 0,4 % — корінних американців - 0,2 % — вихідців з тихоокеанських островів - 5,6 % — осіб інших рас |

До двох чи більше рас належало 4,7 %. Частка іспаномовних становила 18,6 % від усіх жителів.
За віковим діапазоном населення розподілялося таким чином: 29,0 % — особи молодші 18 років, 65,3 % — особи у віці 18—64 років, 5,7 % — особи у віці 65 років та старші. Медіана віку мешканця становила 36,0 року. На 100 осіб жіночої статі у місті припадало 95,6 чоловіків; на 100 жінок у віці від 18 років та старших — 92,1 чоловіків також старших 18 років.
Середній дохід на одне домашнє господарство становив 126 300 доларів США (медіана — 105 328), а середній дохід на одну сім'ю — 140 888 доларів (медіана — 122 673). Медіана доходів становила 83 010 доларів для чоловіків та 59 625 доларів для жінок. За межею бідності перебувало 4,0 % осіб, у тому числі 5,6 % дітей у віці до 18 років та 6,2 % осіб у віці 65 років та старших.
Цивільне працевлаштоване населення становило 27 060 осіб. Основні галузі зайнятості: освіта, охорона здоров'я та соціальна допомога — 19,8 %, науковці, спеціалісти, менеджери — 14,9 %, роздрібна торгівля — 13,8 %.